# Dobrianka (oblast de Tchernihiv)
Pour les articles homonymes, voir Dobrianka (homonymie).
Dobrianka (ukrainien : Добрянка, russe : Добрянка) est une commune urbaine de l'oblast de Tchernihiv, en Ukraine. Elle compte 2 355 habitants en 2024.